# Дюнкерк (фильм, 2017)
«Дюнке́рк» (англ. Dunkirk) — военная драма режиссёра Кристофера Нолана. Фильм основан на событиях Дюнкеркской операции — эвакуации морем английских, французских и бельгийских частей, блокированных у города Дюнкерк немецкими войсками после Дюнкеркской битвы в 1940 году. Фильм номинировался на 8 премий «Оскар», в том числе за лучший фильм и режиссуру, и в итоге удостоился трёх из них — за лучший монтаж, лучший звук и лучший монтаж звука.
Фильм собрал в прокате почти 527 миллионов долларов США, став без учёта инфляции (на момент выхода) самым кассовым фильмом о Второй мировой войне. В 2023 году картина уступила это звание другому фильму Нолана — «Оппенгеймер».

## Сюжет
Действие фильма разворачивается в 1940 году во Франции. В начале идёт сообщение о том, что 400 000 солдат находятся в Дюнкерке и ждут спасения.
Фильм имеет нелинейную структуру и делится на три временных линии: мол (одна неделя), море (один день) и воздух (один час).

### Мол (одна неделя)
Шесть британских солдат бродят по опустевшим улицам Дюнкерка в поисках еды и воды, когда они оказываются внезапно атакованы немецкими солдатами. Пятеро из них погибают на месте, а Томми (Финн Уайтхед) сбегает и доходит до пляжа, где встречается с остальной британской армией, ждущей эвакуации. Также он встречает молодого солдата Гибсона (Анейрин Барнард), который закапывает чей-то труп. Томми молча помогает ему. Солдаты на пляже замечают приближающийся немецкий бомбардировщик. Он сбрасывает бомбы на пляж, и многие оказываются ранены или убиты. Томми готовится принять их участь, однако бомбы не задевают его. Томми находит раненого солдата, оставленного умирать на пляже. Он и Гибсон выдают себя за медиков, чтобы эвакуироваться на прибывшем корабле. Они проходят мимо группы французов, которые тоже пытаются попасть на корабль, однако им в этом отказано. Томми и Гибсону приказывают покинуть корабль, и тогда они прячутся на небольшой конструкции, расположенной у мола, чтобы дождаться другого судна. Через несколько минут корабль, на который они пытались попасть, оказывается атакован ещё большим количеством немецких самолётов и тонет, хотя Томми удаётся спасти от смерти солдата по имени Алекс (Гарри Стайлз). В это же время коммандер Королевского флота Болтон (Кеннет Брана) и полковник Уиннант (Джеймс Д’Арси) стоят на доках, говорят, что Черчилль поручил спасти хотя бы 30 тысяч солдат для битвы за Британию, они говорят о возможных переговорах для вывоза и безопасного возвращения солдат домой.
Томми, Гибсон и Алекс попадают на другое судно Британского Красного Креста, где они получают немного еды и воды. Гибсон решает остаться снаружи корабля. Внезапно в корабль попадает торпеда, и вода начинает затапливать нижнюю палубу. Пока корабль тонет, Гибсон, всё это время находившийся снаружи, успевает открыть люк для Томми, Алекса и ещё нескольких солдат; они присоединяются к группе солдат в лодках и возвращаются на побережье. 
Там выжившие британцы объединяются с маленькой группой шотландских солдат. Они идут к лодке, которая должна покинуть место, как только начнётся прилив. Солдаты прячутся внутри, но уже скоро в борт начинают попадать пули немецких солдат, использующих судно для учебной стрельбы. Из-за пулевых отверстий корабль начинает тонуть. Алекс предлагает выкинуть Гибсона с корабля для облегчения веса, подкрепляя это обвинением в том, что Гибсон — немецкий шпион, ведь на протяжении всего времени он не сказал ни слова, «пытаясь скрыть свой акцент». Гибсон начинает говорить и выясняется, что он — француз, который забрал униформу солдата, которого он закапывал на пляже, чтобы эвакуироваться. Алекс силой пытается выдворить Гибсона, но лодку атакуют множеством пуль, солдаты бросаются их затыкать, лодка выплывает из Дюнкерка, но начинает тонуть, все солдаты выбираются, за исключением Гибсона — он за что-то цепляется, не может вырваться и тонет.
Множество частных британских лодок показывается на горизонте, чтобы спасти солдат. Солдаты, покинувшие тонущее судно (Томми, Алекс и прочие), замечают минный тральщик и двигаются в его направлении, когда он оказывается под ударом одного из немецких бомбардировщиков. Тяжелое топливо из тонущего судна попадает на солдат в воде. Фарриеру удаётся сбить самолёт прежде, чем тот нанесёт ещё один удар. Немецкий He 111 падает в место разлива топлива и поджигает его, что ведёт за собой смерть ещё нескольких солдат.  Солдаты направляются вплавь к подошедшим частным судам.

### Море (один день)
Королевский флот начинает реквизировать гражданские суда в целях спасения находящихся в Дюнкерке солдат. Мистер Доусон (Марк Райлэнс) берёт свое собственное судно, отказываясь отдавать командование над ним офицерам. Вместе с ним уплывают его молодой сын Питер (Том Глинн-Карни) и его друг Джордж (Барри Кеоган), который утверждает, что будет им полезен.
Лодка проплывает мимо утонувшего британского судна. В воде они находят напуганного солдата (Киллиан Мёрфи), который даже не может говорить от ужаса, который он пережил в Дюнкерке. Мистер Доусон спрашивает его имя, но солдат молчит. Джордж приносит ему чай, но солдат выбивает чашку из его рук. Когда он узнаёт, что лодка направляется в Дюнкерк, он отчаянно пытается перехватить управление лодкой у Доусона, их борьба приводит к тому, что Джордж падает на дно лодки и сильно ударяется головой. Питер пытается позаботиться о его ранах, Джордж начинает терять зрение. Питер сообщает об этом отцу, но тот отвечает, что они зашли слишком далеко и возвращаться за помощью бессмысленно. 
Питер спасает подбитого летчика Коллинза, который застрял в кабине самолета. Оказывается, что старший брат Питера был пилотом королевских военно-воздушных сил Великобритании и погиб в первые недели войны. Коллинз осматривает Джорджа и говорит, что ничего невозможно сделать. Судно поднимает на борт военных с корабля, который потерпел крушение, включая Алекса и Томми. Джордж умирает. Алекс спускается вниз и сообщает Доусонам, что Джордж мёртв. Когда травмированный солдат, чьё имя так и не упоминается ни разу за всё время фильма, не зная о произошедшем, спрашивает про состояние Джорджа, Питер из милосердия к нему говорит, что Джорджу лучше. Судно возвращается в Британию.

### Воздух (один час)
Три пилота «Спитфайров» облетают море для помощи военным. Лидер эскадрильии и два пилота — Фарриер (Том Харди) и Коллинз (Джек Лауден) замечают несколько немецких «Мессершмиттов» и направляются за ними. Один из немцев подбивает лидера эскадрильи, оставляя Фарриера и Коллинза вдвоём. Измерительный прибор топлива в самолёте у Фарриера сломан, но он решает не возвращаться на базу и продолжить миссию. Через какое-то время Фарриер и Коллинз опять попадают в бой, и Коллинз оказывается подбит. Ему удаётся удачно приземлиться на воду, но он застревает в кабине без возможности открыть люк и начинает тонуть. В последний момент он оказывается спасён Питером, так как мистер Доусон успел добраться до упавшего самолёта. Коллинз поднимается на судно Доусона. Фарриер продолжает бой и подбивает вражеские самолеты, у него кончается топливо.

### Финал
Доусоны возвращаются домой. Питер относит фотографию Джорджа в местную газету, о нем, как о герое, печатают статью.
Фарриер сажает самолет на пляже Дюнкерка и поджигает его, фашисты берут Фарриера в плен.
Болтон и Уиннант говорят, что задание Черчилля выполнено, было спасено более 300 тысяч человек (хотя планировалось только 30 тысяч). Болтон остаётся в Дюнкерке, чтобы убедиться в том, что Франция может эвакуироваться. Он наблюдает за отбытием Уиннанта и остатков британской армии.
В Англии британских солдат отправляют домой на поездах. Алекс предполагает, что их будут встречать с презрением из-за их отступления. Он видит газету с выступлением Уинстона Черчилля по поводу эвакуации и просит Томми прочитать его. Пока парень читает, они прибывают на станцию, где к их окну приближается мужчина и даёт им две бутылки пива. Остальные люди встречают солдат с аплодисментами. Томми заканчивает читать речь Черчилля, которая возвышает смелость и усилия солдат по поводу их невероятного спасения. Черчилль напоминает публике, что войны не выигрываются только лишь эвакуациями, и мы будем сражаться, мы никогда не сдадимся.

## В ролях
| Актёр           | Роль                                                 |
| --------------- | ---------------------------------------------------- |
| Финн Уайтхед    | Томми                                                |
| Том Глинн-Карни | Питер                                                |
| Джек Лауден     | Коллинс                                              |
| Гарри Стайлз    | Алекс                                                |
| Анейрин Барнард | Гибсон                                               |
| Джеймс Д'Арси   | полковник Уиннант                                    |
| Барри Кеоган    | Джордж                                               |
| Кеннет Брана    | коммандер Болтон                                     |
| Киллиан Мёрфи   | выживший солдат                                      |
| Марк Райлэнс    | мистер Доусон                                        |
| Том Харди       | пилот Фэрриер                                        |
| Майкл Кейн      | голос в радиосообщении (озвучка, в титрах не указан) |

## Производство
Анонс новой картины Кристофера Нолана состоялся в сентябре 2015 года. Дату премьеры Warner Bros. назначила на 21 июля 2017 года. Впоследствии издание Variety опубликовало информацию о том, что в картине будет показана Дюнкеркская эвакуация английских, французских и бельгийских частей во время Второй мировой войны. Сам фильм получил название «Дюнкерк». Съёмки начались в мае 2016 года в местах описываемых событий. Роли в фильме исполнили Марк Райлэнс, Кеннет Брана, Том Харди и другие актёры. Как и в случае с предыдущими картинами Нолана, продюсированием «Дюнкерка» занималась Эмма Томас. Музыку для фильма сочинил Ханс Циммер, для которого «Дюнкерк» стал шестым совместным проектом с Ноланом. Фильм стал седьмой подряд совместной работой Майкла Кейна и Кристофера Нолана. Актёр озвучил радиосообщение в начале фильма.

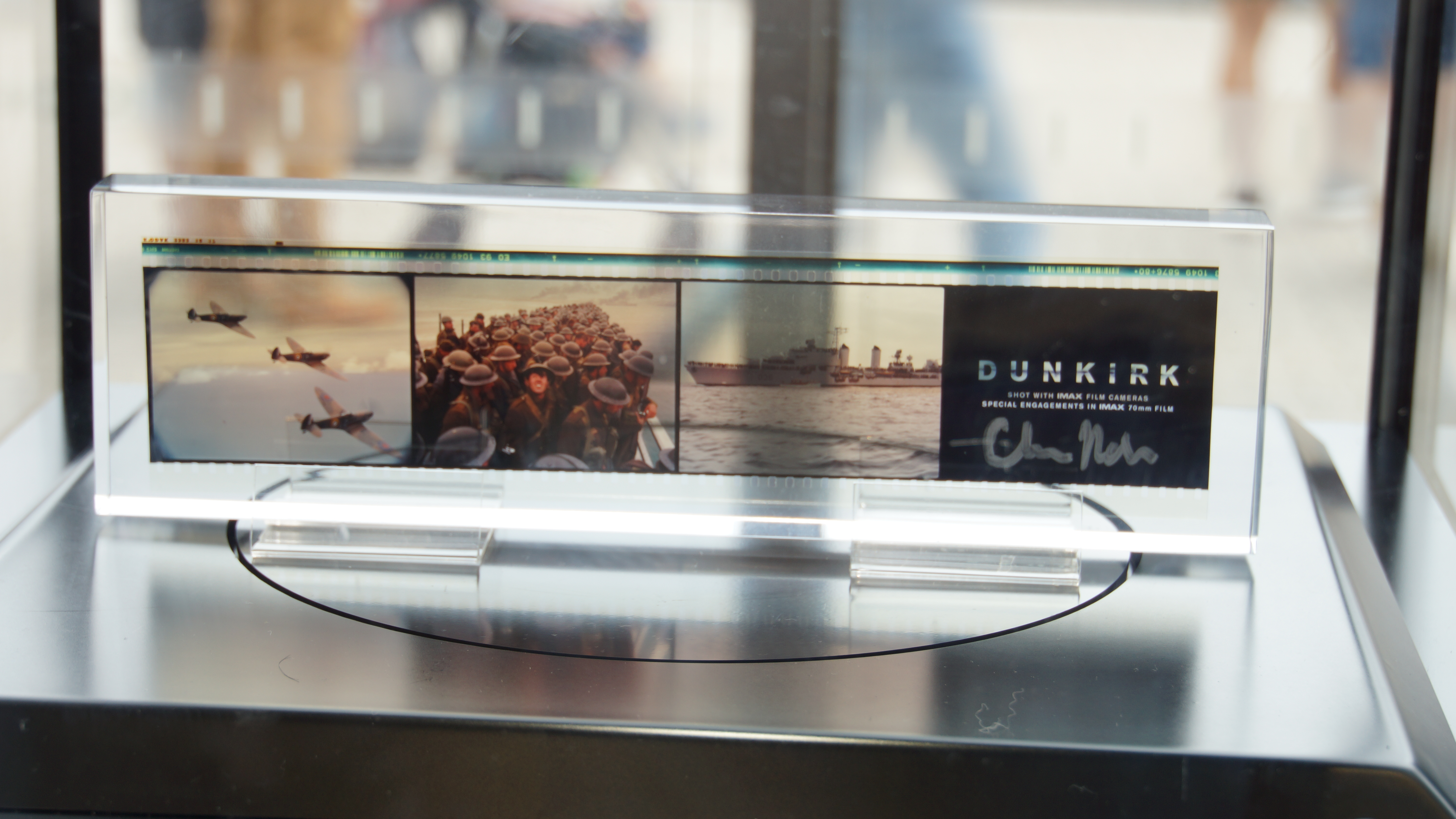
Фрагмент фильмокопии IMAX картины «Дюнкерк»

Для достижения наиболее высокого качества изображения и эффекта присутствия был выбран конечный формат фильма IMAX.
Как и принято при создании таких фильмов, на оригинальный кадр с шагом в 15 перфораций были сняты самые зрелищные сцены, а остальной материал снимался более удобной аппаратурой в обычном широком формате с шагом кадра 5 перфораций для последующего увеличения при печати. Впрочем, по признанию создателей, в картине использовано больше оригинального негатива IMAX, чем в любой другой, снятой в этом же формате. Для съёмки сцен воздушного боя в кабину одного из трёх снимавшихся в картине самолётов «Спитфайр» была установлена камера IMAX, что было непросто, учитывая её вес и габариты.
Немногочисленные цифровые спецэффекты генерировались с разрешением 6K и последующим фотовыводом на широкоформатный дубль-негатив. Сцены, отснятые в большом формате, отпечатаны в прокатных фильмокопиях IMAX с оригинального негатива, а все остальные увеличены с широкоформатного дубль-негатива. Последний также выступил в качестве источника для контактной печати 70-мм широкоформатных фильмокопий и оптического перевода в 35-мм широкоэкранный вариант. Кроме того с 70-мм дубль-негатива сосканирована мастер-копия для цифрового кинопоказа. Премьера фильма с киноплёнки формата IMAX состоялась в 100 кинотеатрах по всему миру, вся остальная киносеть демонстрировала широкоформатные, широкоэкранные и цифровые фильмокопии. В российский прокат картина вышла на цифровых фильмокопиях DCP с соотношением сторон экрана 2,39:1.
Для съёмок многих сцен внутри кабины истребителя и видов из неё вместо оригинального Спитфайра использовался советский Як-52TW.

## Релиз
Съёмки фильма начались 15 мая 2016 года. Премьера первоначально планировалась на 21 июля 2017 года.
Мировая премьера состоялась 13 июля 2017 года в кинотеатре «Одеон Лестер Сквер» в Лондоне, в России фильм вышел в прокат 20 июля. В широкий прокат картина вышла 21 июля в форматах IMAX, 70 мм и 35 мм. Это четвёртый фильм Нолана, выпущенный в третью неделю июля — период, в который Warner Bros. Pictures ранее добивалась успеха. Премьера была назначена на июль, а не на осенний сезон наград, по настоянию самого Нолана. Изначально фильм демонстрировался в 70-мм формате в 125 кинотеатрах — наиболее масштабная премьера в этом формате за последние 25 лет. Специальный показ «Дюнкерка» в формате IMAX был организован в рамках Международного кинофестиваля в Торонто в 2017 году. Это был первый фильм Нолана, показанный на этом фестивале со времён «Преследования» 19 годами ранее. После окончания 126-дневного проката картина была выпущена в повторный прокат в пятидесяти IMAX и 70-мм кинотеатрах 1 декабря, а в январе 2018 года — ещё в 250 городах по всему миру. 12 декабря 2017 года «Дюнкерк» был выпущен на цифровых носителях, в форматах 4K Ultra HD, Blu-ray, и DVD. В Великобритании цифровой релиз состоялся 18 декабря, а в США — 19 декабря.

### Маркетинг
Первый тизер демонстрировался в кинотеатрах перед «Отрядом самоубийц», а также был выпущен онлайн 4 августа 2016 года. Русский трейлер фильма вышел 14 декабря 2016 года. Согласно данным, предоставленным компанией ListenFirst Media, он вызвал наибольший отклик в Twitter из всех анонсов, показанных за неделю. Первый полный трейлер был выпущен 14 декабря 2016 года. В некоторых IMAX-кинотеатрах он сопровождался пятиминутным эксклюзивным прологом перед показом фильма «Изгой-один. Звёздные войны: Истории». «Дюнкерк» стал самым обсуждаемым фильмом той недели по данным аналитической компании Comscore. Этот же пролог демонстрировался в течение недели перед некоторыми сеансами фильма «Конг: Остров черепа» в IMAX. Фрагменты из фильма были хорошо приняты аудиторией CinemaCon 2017. Warner Bros. разместила рекламу фильма во время игр плей-офф Национальной баскетбольной ассоциации США. Официальный трейлер был выпущен 5 мая 2017 года, после обратного отсчёта на сайте фильма и четырёх 15-секундных тизеров. «Дюнкерк» снова стал самой обсуждаемой картиной той недели, по данным Сomscore. Разработчик видеоигр Wargaming включил миссии и награды, связанные с фильмом, в свои проекты World of Tanks, World of Warships и World of Warplanes. 6 июля кинокомпания Warner Bros. выпустила ещё один трейлер, который в третий раз сделал «Дюнкерк» самым обсуждаемым фильмом недели. Пролог к картине демонстрировался перед некоторыми показами «Чудо-женщины» в IMAX. Его также можно было увидеть в передвижных кинотеатрах в девяти городах трёх европейских стран.
Сью Кролл, президент Warner Bros. по маркетингу и дистрибуции, подчеркнула важность рекламирования «Дюнкерка» как летнего блокбастера, а не как исторической военной драмы, чтобы подчеркнуть его «невероятный масштаб и оригинальность». Эта стратегия легла в основу всей кампании. Чтобы убедить аудиторию, что фильм лучше всего смотреть в кинотеатре, пролог не выкладывали онлайн. Ролики на телевидении размещались нерегулярно во время трансляций спортивных соревнований и известных сериалов, чтобы дать зрителю представление о темах, затронутых в картине. Инфографика в социальных сетях объясняла масштаб и важность эвакуации из Дюнкерка. Кроме этого, были созданы интерактивное приключение Google 360 Experience, программа для Amazon Alexa и короткометражный фильм с 360-градусным обзором. В рамках партнёрской программы с рестораном быстрого питания Carl’s Jr. было брендировано 4 миллиона стаканчиков, а также почти 3000 временных торговых точек. По данным исследований, фильм вызвал интерес у 20 % людей, которые редко ходят в кино.

## Отзывы и оценки
Фильм получил восторженные отзывы критиков, особо отмечены режиссура и постановка, многие отозвались о нём как о лучшем в карьере Нолана и лучшем среди военных фильмов. На сайте Metacritic фильм получил рейтинг 94 из 100 на основе 53 рецензий, а на сайте Rotten Tomatoes имеет 92 % одобрительных отзывов на основе 413 обзоров со средней оценкой 8,7/10. Критический консенсус сайта гласит: «Дюнкерк преподносит нам очень эмоциональное зрелище, <…> воплощённое в жизнь прекрасной съёмочной группой, проявляющей уважение к историческим фактам».
Питер Брэдшоу из The Guardian присудил фильму пять звёзд из пяти и назвал его лучшей работой режиссёра: «Нолан с самого начала окружает зрителя ужасом и хаосом (войны) и изумительными картинами блестяще поставленных сцен на большом экране, особенно сцену с понтоном, переполненным солдатами, который падает в пенящееся море из-за бомбёжки вражеской авиации».
По итогам 2017 года более ста изданий включили «Дюнкерк» в свои списки лучших фильмов года, в том числе Deadline, Empire, Esquire, The New York Times, The New Yorker, Time, The Village Voice, The Washington Post. Издания Entertainment Weekly, Total Film и Rolling Stone назвали его лучшим фильмом 2017 года.

## Награды и номинации
| Награды и номинации                                                      | Награды и номинации | Награды и номинации                         | Награды и номинации                                                  | Награды и номинации | Награды и номинации     |
| Награда                                                                  | Год                 | Категория                                   | Номинант                                                             | Результат           | Прим.                   |
| ------------------------------------------------------------------------ | ------------------- | ------------------------------------------- | -------------------------------------------------------------------- | ------------------- | ----------------------- |
| Премия Американской академии кинематографических искусств и наук «Оскар» | 2018                | Лучшая операторская работа                  | Хойте ван Хойтема                                                    | Номинация           | [ 71 ]                  |
| Премия Американской академии кинематографических искусств и наук «Оскар» | 2018                | Лучший режиссёр                             | Кристофер Нолан                                                      | Номинация           | [ 71 ]                  |
| Премия Американской академии кинематографических искусств и наук «Оскар» | 2018                | Лучший монтаж                               | Ли Смит                                                              | Победа              | [ 71 ]                  |
| Премия Американской академии кинематографических искусств и наук «Оскар» | 2018                | Лучшая музыка к фильму                      | Ханс Циммер                                                          | Номинация           | [ 71 ]                  |
| Премия Американской академии кинематографических искусств и наук «Оскар» | 2018                | Лучший фильм                                | «Дюнкерк» (продюсеры: Кристофер Нолан, Эмма Томас)                   | Номинация           | [ 71 ]                  |
| Премия Американской академии кинематографических искусств и наук «Оскар» | 2018                | Лучшая работа художника                     | Натан Кроули (дизайн постановки), Гэри Феттис (оформление декораций) | Номинация           | [ 71 ]                  |
| Премия Американской академии кинематографических искусств и наук «Оскар» | 2018                | Лучший звуковой монтаж                      | Ричард Кинг, Алекс Гибсон                                            | Победа              | [ 71 ]                  |
| Премия Американской академии кинематографических искусств и наук «Оскар» | 2018                | Лучший звук                                 | Грегг Ландакер, Гэри А. Риццо, Марк Вайнгартен                       | Победа              | [ 71 ]                  |
| AACTA Awards                                                             | 2018                | Лучший фильм                                | «Дюнкерк»                                                            | Номинация           | [ 72 ]                  |
| AACTA Awards                                                             | 2018                | Лучший режиссёр                             | Кристофер Нолан                                                      | Победа              | [ 72 ]                  |
| AACTA Awards                                                             | 2018                | Лучший сценарий                             | Кристофер Нолан                                                      | Номинация           | [ 72 ]                  |
| AACTA Awards                                                             | 2018                | Лучший актёр второго плана                  | Том Харди                                                            | Номинация           | [ 72 ]                  |
| Американский институт киноискусства                                      | 2018                | Десять лучших фильмов года                  | «Дюнкерк»                                                            | Победа              | [ 73 ]                  |
| Общество кинокритиков Бостона                                            | 2017                | Лучшая операторская работа                  | Хойте Ван Хойтема                                                    | Победа              | [ 74 ]                  |
| Ассоциация кинокритиков Чикаго                                           | 2017                | Лучший фильм                                | «Дюнкерк»                                                            | Номинация           | [ 75 ] [ 76 ]           |
| Ассоциация кинокритиков Чикаго                                           | 2017                | Лучший режиссёр                             | Кристофер Нолан                                                      | Победа              | [ 75 ] [ 76 ]           |
| Ассоциация кинокритиков Чикаго                                           | 2017                | Лучший монтаж                               | Ли Смит                                                              | Номинация           | [ 75 ] [ 76 ]           |
| Ассоциация кинокритиков Чикаго                                           | 2017                | Лучшая музыка к фильму                      | Ханс Циммер                                                          | Номинация           | [ 75 ] [ 76 ]           |
| Ассоциация кинокритиков Чикаго                                           | 2017                | Лучшая операторская работа                  | Хойте Ван Хойтема                                                    | Номинация           | [ 75 ] [ 76 ]           |
| Ассоциация кинокритиков Чикаго                                           | 2017                | Best Art Direction                          | «Дюнкерк»                                                            | Номинация           | [ 75 ] [ 76 ]           |
| Critics' Choice Movie Awards                                             | 2018                | Лучший фильм                                | «Дюнкерк»                                                            | Номинация           | [ 77 ] [ 78 ]           |
| Critics' Choice Movie Awards                                             | 2018                | Лучший актёрский состав                     | каст «Дюнкерк»                                                       | Номинация           | [ 77 ] [ 78 ]           |
| Critics' Choice Movie Awards                                             | 2018                | Лучший режиссёр                             | Кристофер Нолан                                                      | Номинация           | [ 77 ] [ 78 ]           |
| Critics' Choice Movie Awards                                             | 2018                | Лучшая музыка к фильму                      | Ханс Циммер                                                          | Номинация           | [ 77 ] [ 78 ]           |
| Critics' Choice Movie Awards                                             | 2018                | Лучшая операторская работа                  | Хойте Ван Хойтема                                                    | Номинация           | [ 77 ] [ 78 ]           |
| Critics' Choice Movie Awards                                             | 2018                | Лучший дизайн костюмов                      | Нэйтан Краули и Гари Феттис                                          | Номинация           | [ 77 ] [ 78 ]           |
| Critics' Choice Movie Awards                                             | 2018                | Лучший монтаж                               | Ли Смит                                                              | Победа              | [ 77 ] [ 78 ]           |
| Critics' Choice Movie Awards                                             | 2018                | Лучшие визуальные эффекты                   | «Дюнкерк»                                                            | Номинация           | [ 77 ] [ 78 ]           |
| Ассоциация кинокритиков Даллас-Форт-Уэрт                                 | 2017                | Лучший фильм                                | «Дюнкерк»                                                            | Номинация           | [ 79 ]                  |
| Ассоциация кинокритиков Даллас-Форт-Уэрт                                 | 2017                | Лучший режиссёр                             | Кристофер Нолан                                                      | Номинация           | [ 79 ]                  |
| Ассоциация кинокритиков Даллас-Форт-Уэрт                                 | 2017                | Лучшая музыка к фильму                      | Ханс Циммер                                                          | 2-е место           | [ 79 ]                  |
| Общество кинокритиков Детройта                                           | 2017                | Лучший режиссёр                             | Кристофер Нолан                                                      | Номинация           | [ 80 ]                  |
| Общество кинокритиков Дублина                                            | 2017                | Лучший фильм                                | «Дюнкерк»                                                            | Победа              | [ 81 ]                  |
| Общество кинокритиков Дублина                                            | 2017                | Лучший режиссёр                             | «Дюнкерк»                                                            | Победа              | [ 81 ]                  |
| Общество кинокритиков Дублина                                            | 2017                | Лучший сценарий                             | Кристофер Нолан                                                      | 7-е место           | [ 81 ]                  |
| Общество кинокритиков Дублина                                            | 2017                | Лучшая операторская работа                  | Хойте Ван Хойтема                                                    | 2-е место           | [ 81 ]                  |
| Общество кинокритиков Дублина                                            | 2017                | Актёрский прорыв года                       | Барри Кеоган                                                         | Победа              | [ 81 ]                  |
| Золотой глобус                                                           | 2018                | Лучший драматический фильм                  | «Дюнкерк»                                                            | Номинация           | [ 82 ]                  |
| Золотой глобус                                                           | 2018                | Лучший режиссёр                             | Кристофер Нолан                                                      | Номинация           | [ 82 ]                  |
| Золотой глобус                                                           | 2018                | Лучшая музыка к фильму                      | Ханс Циммер                                                          | Номинация           | [ 82 ]                  |
| Грэмми                                                                   | 2018                | Лучший саундтрек для визуальных медиа       | Dunkirk: Original Motion Picture Soundtrack                          | Номинация           | [ 83 ] [ 84 ]           |
| Голливудская профессиональная ассоциация                                 | 2017                | Лучший монтаж — фильм                       | Ли Смит                                                              | Победа              | [ 85 ]                  |
| Общество кинокритиков Хьюстона                                           | 2017                | Лучший фильм                                | «Дюнкерк»                                                            | Номинация           | [ 86 ] [ 87 ] [ 88 ]    |
| Общество кинокритиков Хьюстона                                           | 2017                | Лучший режиссёр фильма                      | Кристофер Нолан                                                      | Номинация           | [ 86 ] [ 87 ] [ 88 ]    |
| Общество кинокритиков Хьюстона                                           | 2017                | Лучшая операторская работа                  | Хойте Ван Хойтема                                                    | Номинация           | [ 86 ] [ 87 ] [ 88 ]    |
| Общество кинокритиков Хьюстона                                           | 2017                | Лучшая музыка к фильму                      | Ханс Циммер                                                          | Номинация           | [ 86 ] [ 87 ] [ 88 ]    |
| IGN Awards                                                               | 2017                | Лучший драматический фильм                  | «Дюнкерк»                                                            | 2-е место           | [ 89 ]                  |
| IGN Awards                                                               | 2017                | Лучший режиссёр                             | Кристофер Нолан                                                      | Номинация           | [ 89 ]                  |
| Опрос критиков Indiewire                                                 | 2016                | Самый ожидаемый в 2017 году                 | «Дюнкерк»                                                            | 3-е место           | [ 90 ]                  |
| Ассоциация кинокритиков Лос-Анджелеса                                    | 2017                | Лучший монтаж                               | Ли Смит                                                              | Победа              | [ 91 ]                  |
| National Board of Review                                                 | 2017                | Десять лучших фильмов                       | «Дюнкерк»                                                            | Победа              | [ 92 ]                  |
| Онлайн-кинокритики Нью-Йорка                                             | 2017                | Десять лучших фильмов                       | «Дюнкерк»                                                            | 2-е место           | [ 93 ]                  |
| Общество кинокритиков Сан-Диего                                          | 2017                | Лучший фильм                                | «Дюнкерк»                                                            | Номинация           | [ 94 ] [ 95 ]           |
| Общество кинокритиков Сан-Диего                                          | 2017                | Лучший режиссёр                             | Кристофер Нолан                                                      | 2-е место           | [ 94 ] [ 95 ]           |
| Общество кинокритиков Сан-Диего                                          | 2017                | Лучший оригинальный сценарий                | Кристофер Нолан                                                      | Номинация           | [ 94 ] [ 95 ]           |
| Общество кинокритиков Сан-Диего                                          | 2017                | Лучший монтаж                               | Ли Смит                                                              | 2-е место           | [ 94 ] [ 95 ]           |
| Общество кинокритиков Сан-Диего                                          | 2017                | Лучшая операторская работа                  | Хойте Ван Хойтема                                                    | Победа              | [ 94 ] [ 95 ]           |
| Общество кинокритиков Сан-Диего                                          | 2017                | Лучший дизайн костюмов                      | Нэйтан Краули                                                        | Номинация           | [ 94 ] [ 95 ]           |
| Общество кинокритиков Сан-Диего                                          | 2017                | Лучшие визуальные эффекты                   | «Дюнкерк»                                                            | 2-е место           | [ 94 ] [ 95 ]           |
| Общество кинокритиков Сан-Диего                                          | 2017                | Лучшая музыка к фильму                      | «Дюнкерк»                                                            | Номинация           | [ 94 ] [ 95 ]           |
| Общество кинокритиков Сан-Франциско                                      | 2017                | Лучший режиссёр                             | Кристофер Нолан                                                      | Номинация           | [ 96 ] [ 97 ]           |
| Общество кинокритиков Сан-Франциско                                      | 2017                | Лучшая операторская работа                  | Хойте Ван Хойтема                                                    | Номинация           | [ 96 ] [ 97 ]           |
| Общество кинокритиков Сан-Франциско                                      | 2017                | Лучший дизайн костюмов                      | Нэйтан Краули                                                        | Номинация           | [ 96 ] [ 97 ]           |
| Общество кинокритиков Сан-Франциско                                      | 2017                | Лучший монтаж                               | Ли Смит                                                              | Номинация           | [ 96 ] [ 97 ]           |
| Общество кинокритиков Сан-Франциско                                      | 2017                | Лучшая музыка к фильму                      | Ханс Циммер                                                          | Номинация           | [ 96 ] [ 97 ]           |
| Спутник                                                                  | 2018                | Лучший фильм                                | «Дюнкерк»                                                            | Номинация           | [ 98 ]                  |
| Спутник                                                                  | 2018                | Лучший режиссёр                             | Кристофер Нолан                                                      | Номинация           | [ 98 ]                  |
| Спутник                                                                  | 2018                | Лучший оригинальный сценарий                | Кристофер Нолан                                                      | Номинация           | [ 98 ]                  |
| Спутник                                                                  | 2018                | Лучшая мужская роль второго плана           | Марк Райлэнс                                                         | Номинация           | [ 98 ]                  |
| Спутник                                                                  | 2018                | Лучшая операторская работа                  | Хойте Ван Хойтема                                                    | Номинация           | [ 98 ]                  |
| Спутник                                                                  | 2018                | Лучшая музыка к фильму                      | Ханс Циммер                                                          | Номинация           | [ 98 ]                  |
| Спутник                                                                  | 2018                | Лучший монтаж                               | Ли Смит                                                              | Номинация           | [ 98 ]                  |
| Спутник                                                                  | 2018                | Лучший дизайн костюмов                      | Джеффри Кёрланд                                                      | Номинация           | [ 98 ]                  |
| Спутник                                                                  | 2018                | Лучшие визуальные эффекты                   | «Дюнкерк»                                                            | Номинация           | [ 98 ]                  |
| Спутник                                                                  | 2018                | Best Art Direction and Production Design    | «Дюнкерк»                                                            | Номинация           | [ 98 ]                  |
| Спутник                                                                  | 2018                | Лучший звук                                 | «Дюнкерк»                                                            | Победа              | [ 98 ]                  |
| Премия Гильдии киноактёров США                                           | 2018                | Лучший каскадёрский ансамбль в игровом кино | «Дюнкерк»                                                            | Номинация           | [ 99 ]                  |
| Общество кинокритиков Сиэтла                                             | 2017                | Лучший фильма года                          | «Дюнкерк»                                                            | Номинация           | [ 100 ] [ 101 ] [ 102 ] |
| Общество кинокритиков Сиэтла                                             | 2017                | Лучший режиссёр                             | Кристофер Нолан                                                      | Победа              | [ 100 ] [ 101 ] [ 102 ] |
| Общество кинокритиков Сиэтла                                             | 2017                | Лучшая операторская работа                  | Хойте Ван Хойтема                                                    | Номинация           | [ 100 ] [ 101 ] [ 102 ] |
| Общество кинокритиков Сиэтла                                             | 2017                | Лучший монтаж                               | Ли Смит                                                              | Победа              | [ 100 ] [ 101 ] [ 102 ] |
| Общество кинокритиков Сиэтла                                             | 2017                | Лучшая музыка к фильму                      | Ханс Циммер                                                          | Номинация           | [ 100 ] [ 101 ] [ 102 ] |
| Общество кинокритиков Сиэтла                                             | 2017                | Лучший дизайн костюмов                      | Нэйтан Краули и Гари Феттис                                          | Номинация           | [ 100 ] [ 101 ] [ 102 ] |
| Общество кинокритиков Сиэтла                                             | 2017                | Лучшие визуальные эффекты                   | Пол Корбоулд, Скотт Фишер, Эндрю Джексон и Эндрю Локли               | Номинация           | [ 100 ] [ 101 ] [ 102 ] |
| Ассоциация кинокритиков Сент-Луиса                                       | 2017                | Лучшая операторская работа                  | Хойте Ван Хойтема                                                    | 2-е место           | [ 103 ]                 |
| Ассоциация кинокритиков Сент-Луиса                                       | 2017                | Лучший монтаж                               | Ли Смит                                                              | 2-е место           | [ 103 ]                 |
| Ассоциация кинокритиков Сент-Луиса                                       | 2017                | Лучшая музыка                               | Ханс Циммер                                                          | 2-е место           | [ 103 ]                 |
| Ассоциация кинокритиков Сент-Луиса                                       | 2017                | Лучший дизайн костюмов                      | «Дюнкерк»                                                            | Номинация           | [ 103 ]                 |
| Ассоциация кинокритиков Сент-Луиса                                       | 2017                | Лучшие визуальные эффекты                   | «Дюнкерк»                                                            | Номинация           | [ 103 ]                 |
| Сообщество кинокритиков Ванкувера                                        | 2017                | Лучший фильма                               | «Дюнкерк»                                                            | Номинация           | [ 104 ]                 |
| Сообщество кинокритиков Ванкувера                                        | 2017                | Лучший режиссёр                             | Кристофер Нолан                                                      | Номинация           | [ 104 ]                 |
| Ассоциация кинокритиков Вашингтона                                       | 2017                | Лучший фильм                                | «Дюнкерк»                                                            | Номинация           | [ 105 ]                 |
| Ассоциация кинокритиков Вашингтона                                       | 2017                | Лучший режиссёр                             | Кристофер Нолан                                                      | Победа              | [ 105 ]                 |
| Ассоциация кинокритиков Вашингтона                                       | 2017                | Лучший актёрский состав                     | каст «Дюнкерк»                                                       | Номинация           | [ 105 ]                 |
| Ассоциация кинокритиков Вашингтона                                       | 2017                | Лучший дизайн костюмов                      | Нэйтан Краули                                                        | Номинация           | [ 105 ]                 |
| Ассоциация кинокритиков Вашингтона                                       | 2017                | Лучшая операторская работа                  | Хойте Ван Хойтема                                                    | Номинация           | [ 105 ]                 |
| Ассоциация кинокритиков Вашингтона                                       | 2017                | Лучший монтаж                               | Ли Смит                                                              | Номинация           | [ 105 ]                 |
| Ассоциация кинокритиков Вашингтона                                       | 2017                | Лучшая музыка к фильму                      | Ханс Циммер                                                          | Номинация           | [ 105 ]                 |